# Mireille Dumont
Mireille Dumont, le 14 octobre 1901 à Valréas et morte le 18 janvier 1990 à Marseille, est une femme politique française. Membre du Parti communiste français, elle est sénatrice des Bouches-du-Rhône.

## Biographie
Mireille Dumont, née Marcelle Bouvet, enseigne les sciences naturelles à Draguignan, puis à Marseille.
Elle adhère au Parti communiste le 14 juillet 1936.
Résistante dans les Bouches-du-Rhône, puis dans l'Allier, elle est élue en 1945 au conseil municipal de Marseille, chargée de la santé publique. Par ailleurs, elle fait partie de la direction fédérale du PCF et préside l'Union départementale des femmes françaises.
Le 8 décembre 1946, elle est élue au Conseil de la République. Elle siège dans la commission de l'éducation nationale et la Commission de la famille et intervient activement.
Mireille Dumont est chargée de l'organisation du 3e congrès de l'Union des femmes françaises qui se déroule en juin 1949 à Marseille.
Elle est candidate aux élections sénatoriales de 1959.

## Détail des fonctions et des mandats
Mandat parlementaire
- 8 décembre 1946 - 18 juin 1955 : sénatrice des Bouches-du-Rhône

## Hommages
Une voie du 4e arrondissement de Marseille porte son nom.